# 스무살의 연인
스무살의 연인(일본어: ハタチの恋人)는 TBS에서 방송된 일본 드라마이다. 전 10화로 2007년 10월 14일부터 12월 16일까지 매주 일요일 9시에 방송되었다. 주연은 아카시야 산마와 나가사와 마사미.

## 개요
- 50세의 중년 남성과 20세의 대학생의 사랑을 그린 러브 코미디이다.
- 아카시야 산마는 후지 TV 《하늘에서 내리는 1 억개의 별》 이후 5년 만에 연속 드라마 주연으로, TBS 일요극장에서 주연은 1996년 방송된 《그런 기분이 될 때까지》 이후 11년 만이다.
- 2007년 7월 28일 ~ 7월 29일 타방송사인 후지 TV에서 방송된 《FNS 27시간 TV》 안의 심야 코너 〈산마·나카이의 오늘 밤도 잘 수 없다〉에서 나가사와 마사미와 함께 출연하는 것이 기사 보도보다 산마의 입에서 한 발 앞서 발표되었다.
- 주간지에는 〈나가사와 마사미의 팬인 아카시야 산마의 소원이 이뤄진 드라마〉라고 평가되었다.
- 이노우에 케이스케의 집 〈해피 테라다정〉은 오사카부 오사카시 텐노지구에 있는 실제 지명이다. 텐노지역에서 오사카 순환선 안쪽을 도는 노선에서 첫 번째 역이 테라다정 역이다.
- 2020년 현재 아카시야가 주연하는 골든 타임 시간대에 방송된 연속 드라마 (게스트 출연과 특별·우정 출연, 스페셜 드라마 제외)는 마지막 주연 작품이 되고 있다.

## 줄거리
식품 회사 〈INF〉 오사카 지사에 근무하는 평범한 샐러리맨 이노우에 케이스케(아카시야 산마 분)는 오사카에서 아내와 딸, 아들과 살고 있다. 어느날 도쿄 출장길에 호텔에서 옛 단짝친구 스즈키 후타(이치무라 마사치카 분)를 만난다. 그의 방에서 묵게 된 케이스케는 호텔에서 객실 담당 아르바이트를 하던 20살의 아가씨 사와다 유리(나가사와 마사미 분)와 우연히 만난다. 그런데 그녀는 20년전의 옛 애인이였던 사와다 유리(코이즈미 쿄코 분)과 꼭 닮아있는 모습에 경악하는데..

## 등장 인물
- 이노우에 케이스케 (50세) : 아카시야 산마.
  - 식품 회사 〈INF〉 오사카 지사에 근무하는 밝은 성격의 샐러리맨.
- 사와다 유리 (20세) : 나가사와 마사미.
  - 그래픽 디자이너 지망생의 대학생. 성격은 순진하고 쾌활한. 그래픽 디자이너의 꿈을 이루기 위해 공부와 호텔 객실의 아르바이트를 하고 있다.
- 카와무라 유키오 (24세) : 츠카모토 타카시.
  - 유리의 학교 친구로 아버지는 유명한 병원의 원장. 유리를 좋아하게 되고 교제를 하게 된다.
- 이노우에 사유리 (45세) : 모리시타 아이코.
  - 이노우에 케이스케의 처.
- 이노우에 리사 (15세) : 쿠로세 마나미.
  - 이노우에 케이스케와 이노우에 사유리의 딸.
- 이노우에 유스케 (11세) : 스가누마 히토시.
  - 이노우에 케이스케와 이노우에 사유리의 아들.
- 사와다 에리 : 코이즈미 쿄코.
  - 케이스케의 첫사랑이자, 유리의 어머니. 젊은 시절에는 도쿄 아오야마의 미용실에서 일하고 있었다. 현재는 시즈오카의 친가에서 미용실을 하고 있다.
- 나카지마 : 키무라 미도리코.
  - 유리와 같은 호텔에서 일하는 직원. 이병헌의 팬으로 한류에 빠져있다.
- 엔도 켄지 : 메구미 토시아키.
  - 케이스케와 유리의 단골 편의점의 점원.
- INF 도쿄 사원 : 후쿠이 히로아키.
  - 도쿄본사에서 일하는 케이스케의 회사 동료.
- 타케우치 미키 : 가모 마유.
  - 모리야마 류의 조수.
- 스즈키 후타(모리야마 류) : 이치무라 마사치카.
  - 케이스케의 소꿉친구. 모리야마 류란 예명으로 인기 소설가로 활동하고 있다.

## 제작진
- 각본 : 요시다 노리코
- 음악 : 하세가와 토모키
- 연출 : 타케조노 하지메, 키요히로 마코토, 야마무로 아이스케
- 프로듀서 : 야기 야스오, 시미즈 마사야
- 제작 : TBS
- 저작권 : TBS

## 주제가
- 주제곡 : The Pipettes - 〈Because It's Not Love〉
- 삽입곡 : 퍼기 - 〈Pick it up〉 feat. 윌.아이.엠

## 방영날짜 및 부제·시청률
| 각 화                                     | 방송일           | 부제(원어)               | 부제(풀이)                 | 시청률 |
| ----------------------------------------- | ---------------- | ------------------------ | -------------------------- | ------ |
| 제1화                                     | 2007년 10월 14일 | 出会う前から大好きでした | 만나기 전부터 사랑했습니다 | 13%    |
| 제2화                                     | 2007년 10월 21일 | 初めてのデート           | 첫 데이트                  | 10.4%  |
| 제3화                                     | 2007년 10월 28일 | 嘘から生まれた恋         | 거짓말에서 태어난 사랑     | 9.2%   |
| 제4화                                     | 2007년 11월 4일  | パパの秘密を知る夜       | 아빠의 비밀을 알게 밤      | 10.4%  |
| 제5화                                     | 2007년 11월 11일 | 涙の抱擁                 | 눈물의 포옹                | 7.3%   |
| 제6화                                     | 2007년 11월 18일 | 嵐を呼ぶ男               | 폭풍을 부르는 남자         | 6.6%   |
| 제7화                                     | 2007년 11월 25일 | もしかして娘？           | 혹시 딸?                   | 6.4%   |
| 제8화                                     | 2007년 12월 2일  | お母さんの真実           | 엄마의 진실                | 6.6%   |
| 제9화                                     | 2007년 12월 9일  | 運命の再会               | 운명의 재회                | 6.4%   |
| 최종화                                    | 2007년 12월 23일 | バージンロード           | 버진로드                   | 8.2%   |
| 평균 시청률: 8.15%                        |                  |                          |                            |        |
| (시청률은 간토 지방·비디오 리서치사 조사) |                  |                          |                            |        |